# Eguisheim
Eguisheim là một xã trong tỉnh Haut-Rhin, thuộc vùng Grand Est của nước Pháp, có dân số là 1572 người (thời điểm 2006). Xã nằm về phía tây nam của Colmar.

## Thông tin nhân khẩu
| 1962  | 1968  | 1975  | 1982  | 1990  | 1999  |
| ----- | ----- | ----- | ----- | ----- | ----- |
| 1.470 | 1.519 | 1.461 | 1.438 | 1.530 | 1.548 |

## Điểm tham quan
- Lâu đài trong thị trấn
- Khu phố cổ